# Bassfield (Mississippi)
Bassfield est une ville du comté de Jefferson Davis, dans l'État du Mississippi, aux États-unis. La population de cette petite ville avoisine les 254 individus au recensement de 2010, en baisse par rapport à celui de 2000, qui recensait 315 habitants. En 2017, la population de la ville est de 216 habitants,.

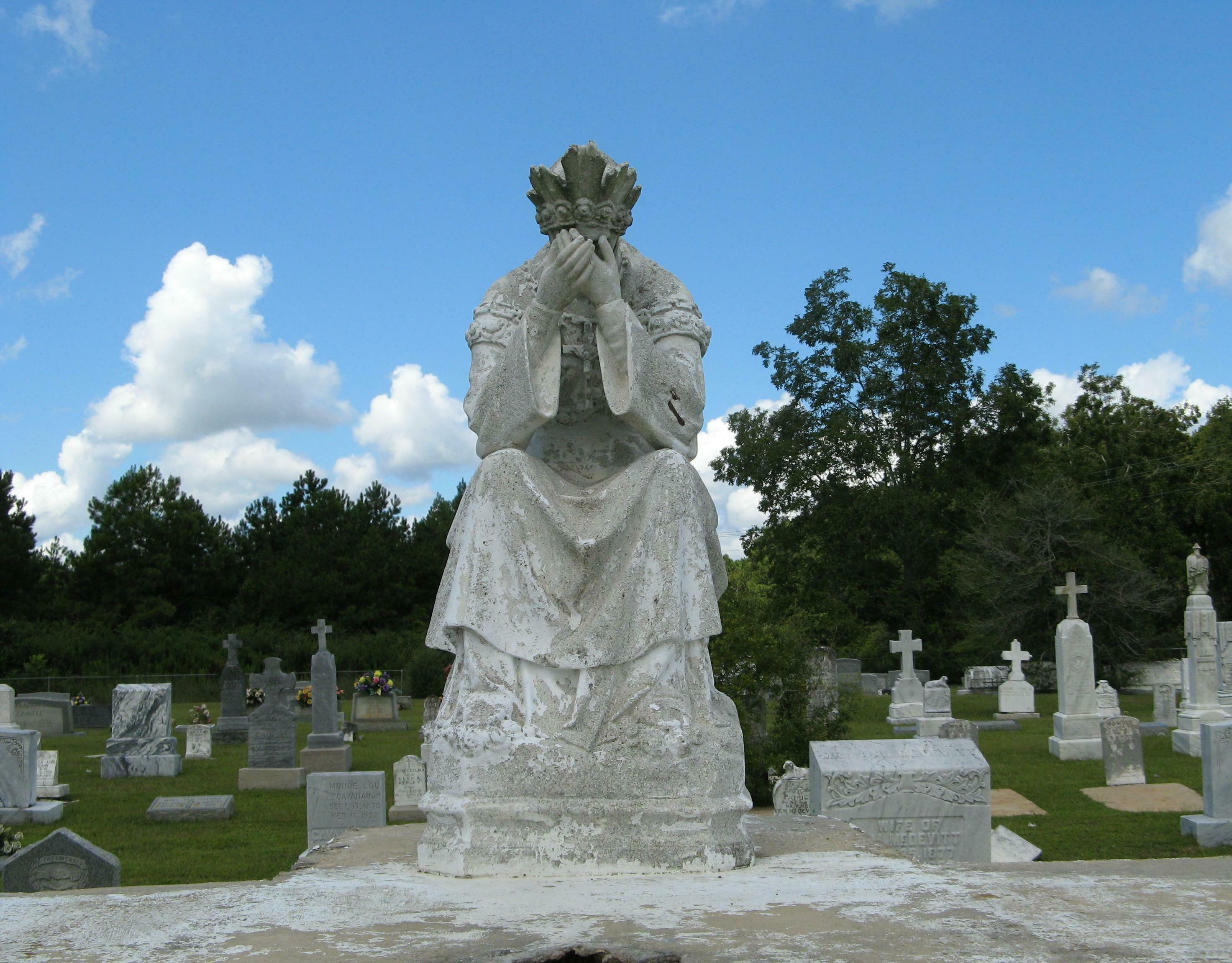
Grief (Chagrin), statue at the Bassfield Catholic Cemetery